# Música clásica en Ecuador

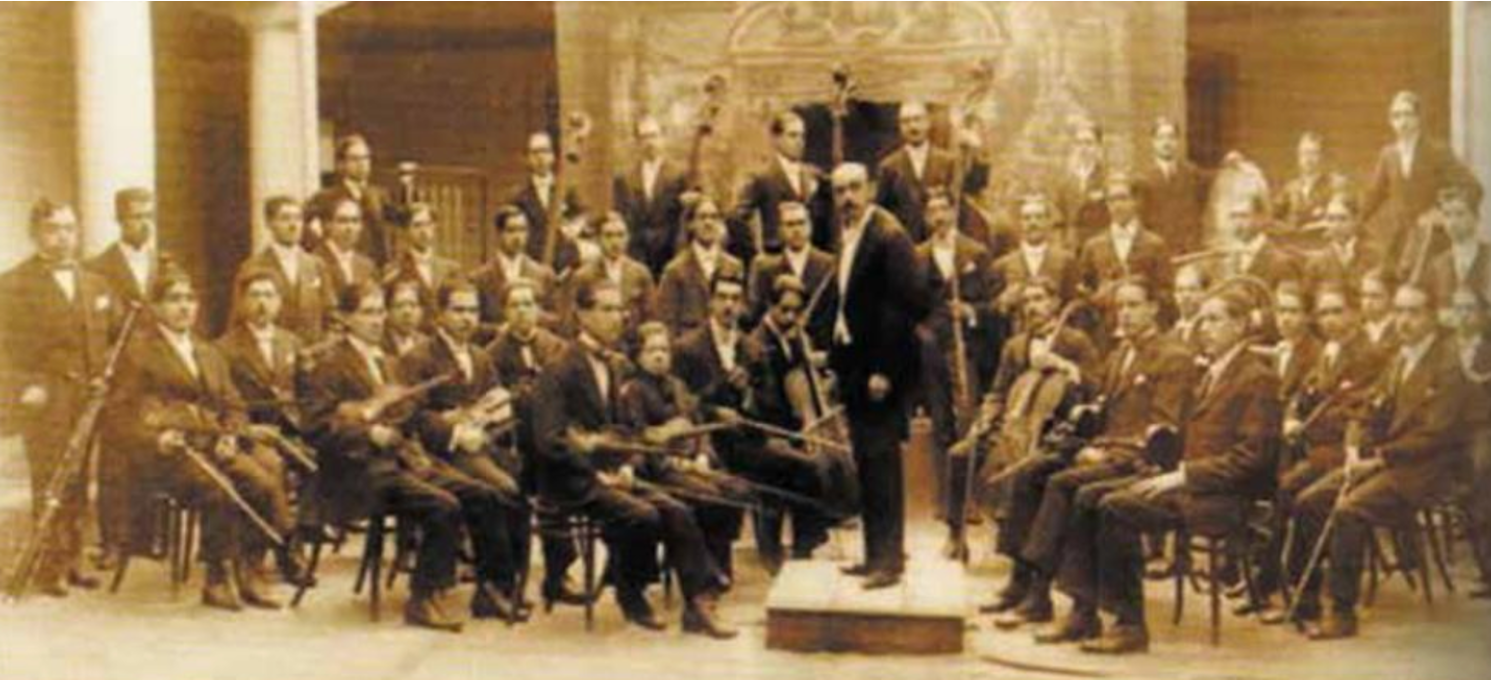
Pedro Pablo Traversari, compositor y musicólogo, como director junto a su orquesta sinfónica

La música clásica en Ecuador es la historia de cómo se desarrolló la música académica o "docta" en Ecuador. Inicia con las primeras composiciones con los maestros de capilla durante la Real Audiencia de Quito, siendo el primer músico Diego Lobato, maestro de capilla de la catedral de Quito. Continuará con la construcción de más iglesias en otras ciudades como Cuenca, Ibarra y Guayaquil. A partir de la república inicia un proceso de secularización de la música para adoptar las formas que se estaban desarrollando en Europa, especialmente en Austria. Esto tendría una gran influencia en la música de Ecuador, desde los estudios musicológicos hasta el desarrollo del género musical de Ecuador por excelencia, el pasillo. 

## La música en la Real Audiencia de Quito
Muchas de las composiciones estaban dirigidas principalmente para la liturgia y su interpretación se lo hacía de manera vocal y coral. El villancico de fines del siglo XVI y XVII. Ahí se desarrolla la técnica de imitación coral de manera sofisticada. En los archivos de la Catedral de Quito existen registros de que las voces muchas veces eran duplicados por instrumentos. Usualmente eran chirimías o dulzainas y también por trompetas y sacabuches (versión antigua del trombón). A partir del siglo XVII empezaría el bajo continuo con el arpa, el bajón y el órgano. El arpa sería el único instrumento de cuerda que era admitido por la iglesia para la interpretación. Era generalmente interpretada por indígenas, a pesar de que fue un instrumento que no era parte de esas culturas (como si la flauta por ejemplo). En esto también se parecería el desarrollo musical que se conoce de las misiones guaraníes que incluso llegarían a desarrollar su propia versión del instrumento. Entonces con los dos grupos, las chirimías y los sacabuches se organizaban los dos tipos de ensambles los primeros con chirimías y los segundos con sacabuches. Estos no estaban representados en la partitura sino que duplicaban a las voces, muchas veces también para reemplazar a voces que por el registro no podían ser cantadas. Esto le deba sofisticación de las melodías de dobles y triples voces. Los coros estaban generalmente conformados por hombres y en caso de las parte más altas del registro lo cantaban niños.

## La música en la etapa republicana

### Inicios

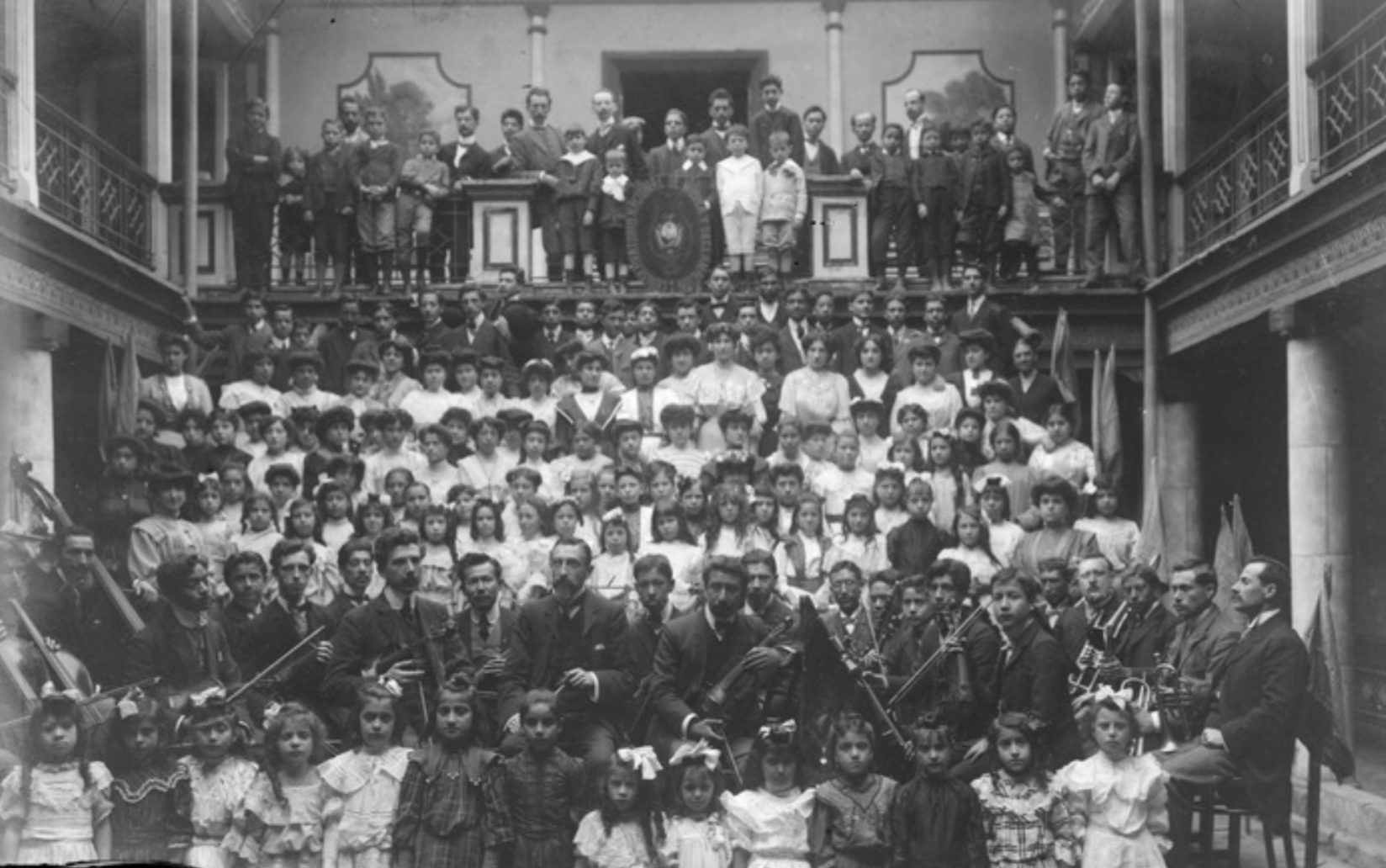
Conservatorio Nacional de Música de Ecuador

Durante las independencias, el desarrollo de la música sería truncado por las guerras civiles. Destaca sin embargo Agustín Baldeón quien viviría entre 1810 y 1847 por ser el primer violinista en la etapa republicana de Ecuador. La música tendría un mayor impulso durante la república a partir de la presidencia de García Moreno quien tendría una preocupación especial por las Bellas Artes. En 1870 fundó el conservatorio de música y propuso que el compositor Antonio Neumane sea su Director. Durante esta época además haría la melodía del Himno Nacional. Llegaría inicialmente en 1854 y durante dos décadas dominaría la escena musical de Ecuador. Sería Juan León Mera quien escribiría la letra del himno. Anteriormente Mera había desarrollado estudios sobre la historia de la música y los publicaría bajo el título de "Coplas y cantares del pueblo ecuatoriano". Después de su muerte en 1871 de Antonio Neumane, tomaría la posta el maestro Francisco Rossa. Anteriormente Rossa fue profesor del Conservatorio de Milán. Apoyando en la cátedra estuvieron importantes músicos como Pedro Traversari, Antonio Casarotto y Vicente Antinori. Hubo muchos estudiantes destacados entre los que se encuentran Manuel Balzar, Juan Manuel Jurado, Agustín Guerrero, Manuel Checa, Miguel Pérez y Manuel Valdivieso. Es pues, al final del siglo XIX cuando se empieza a desarrollar de manera formal la música clásica en Ecuador, de manera secular e independiente de la iglesia católica. En estos años el compositor Carlos Amable Ortiz haría los primeros pasillos, género que después se convertiría en el característico de Ecuador.Para complementar esto se construiría el Teatro Nacional Sucre entre los años 1879 y 1886.  

### Las primeras orquestas

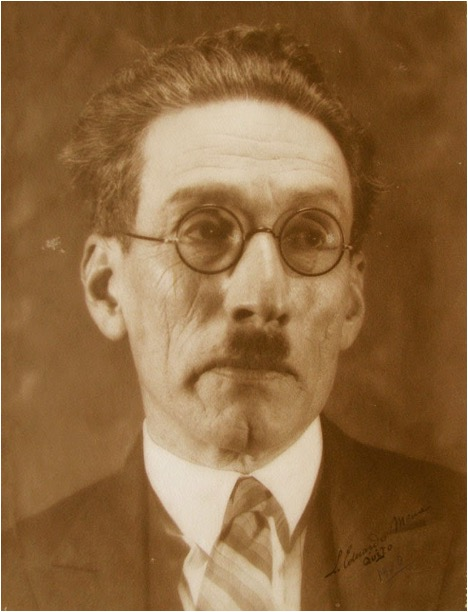
Sixto María Durán

A partir del establecimiento del conservatorio y de las cátedras empezaría a formarse las primeras generaciones de músicos y con esto las orquestas. Uno de los directores más destacados en estos años fue Pedro Traversari Salazar, quien también dedicó muchos años a la musicología para establecer las raíces de lo que sería la música ecuatoriana. Otro compositor muy prolífico y destacado pedagogo y director de orquesta fue Sixto María Durán, quien compondría decenas de himnos para un país que todavía estaba en ciernes y buscaba a través de la música fortalecer las instituciones que compnían la sociedad. Como pedagogo fue insuperable y como estudiantes tuvo a compositores importantes como Belisario Peña Ponce, Segundo Luis Moreno, Luis Humberto Salgado y Gerardo Guevara. Sería un gran pianista hasta un accidente donde perdería los dedos de una mano a partir de lo cual enfocaría su carrera a la composición y cátedra, en lo que su aporte de todas maneras fue importante. 

### La musicología
A la par del desarrollo de las orquestas, el estudio del pasado musical de Ecuador fue una prioridad. Además de la colección de instrumentos que Traversari creó, lo que posteriormente se convertiría en el museo que lleva su nombre, Segundo Luis Moreno dedicaría muchos años al estudio de la música ecuatoriana. Terminaría publicando en tres tomos su obra bajo el título "Historia de la música en Ecuador", Además en esa misma época dentro de los estudios musicológicos destacaría Juan Agustín Guerrero con su publicación "La Música Ecuatoriana desde su origen hasta 1875".
Estos estudios centrados principalmente en la música de los andes ecuatorianos serían posteriormente complementados por Modesto Chávez y Guido Garay, quien con sus esfuerzos recuperarían el amorfino y los bailes de salón del litoral ecuatoriano. Esto se sumaría a los "Estudios sobre el Montuvio y su Música" realizado por Manuel J. Álvarez, un trabajo pionero en la musicología del litoral ecuatoriano. Por su parte, Modesto Chávez no solamente destacaría rescatando la música del litoral sino también sería un importante historiador y gestor cultural. En la actualidad la musicología se continúa desarrollando de la mano de Juan Mullo Sandoval, Ketty Wong, y Wilman Ordóñez, entre otros importantes autores que están profundizando los estudios sobre la música en la Real Audiencia de Quito, rescatando antiguas partituras y estrenando composiciones importantes.  

### Compositores, directores e instrumentistas

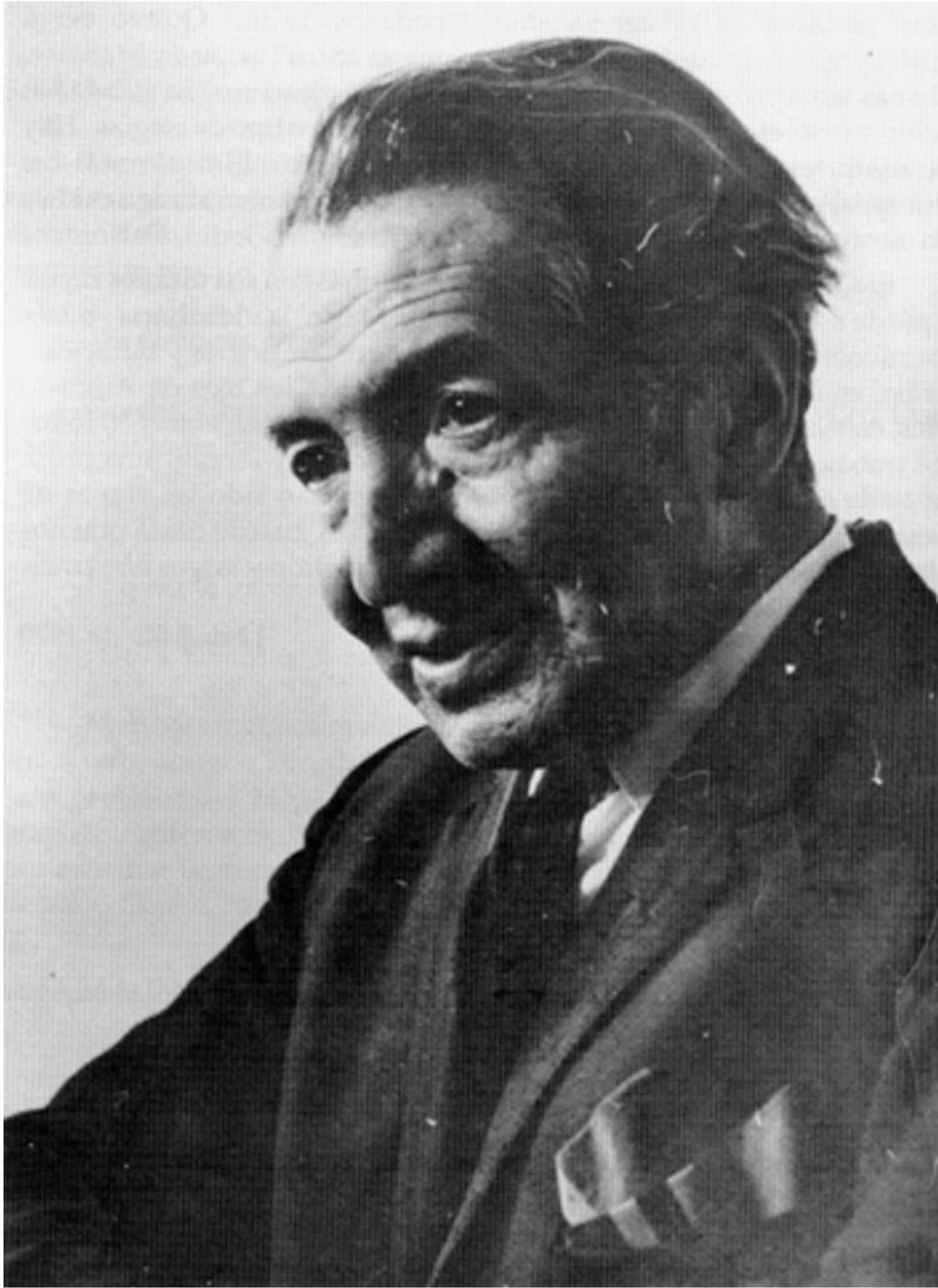
Luis H. Salgado

Las primeras composiciones se harían durante el siglo XIX, destacando el pasillo "Reír llorando" de Carlos Amable Ortiz. Traversari por su parte haría importantes composiciones como Los funerales del sol o la Suite Sinfónica Glorias Andinas. A esto se sumaría Segundo Luis Moreno, quien siendo un compositor muy prolífico dejaría una lista grande de temas, algunos aún por estrenar. Se enfocaría en himnos, haciendo composiciones importantes como "Patria tierra sagrada", en el contexto de la revolución liberal. Dedicaría varios himnos a personajes importantes como fueran Eugenio Espejo o Rosa Zárate. También haría una ópera a la novela de Juan León Mera llamado Cumandá. Otro compositor importante sería Carlos Bonilla Chávez, de formación guitarrista clásico y por muchos años director del Conservatorio Nacional, haría una decena de pasillos y composiciones para orquesta.  
A esto se suma Angel Honorio Jiménez quien sería autor de varios pasillos, pasodobles, danzas ecuatorianas entre otras composiciones con fines populares. En la parte más académica destacaría Néstor Cueva Negrete quien inventaría un sistema de notación musical llamado Nescueván, además de componer cerca de 130 temas entre composiciones académicas y de música popular. De igual forma sería importante Enrique Espín Yépez quien además de componer destacaría como violinista. Sin embargo, las composiciones tomarían un nuevo rumbo cuando Luis H. Salgado tomaría protagonismo. Compondría nueve sinfonías que se convertirían en clásicos de la música docta de Ecuador. Publicaría cuatro óperas: Cumandá, El Centurión, Eunice, y Escenas del Corpus. Después destacaría Julio Bueno, quien sería uno de los pioneros en el estudio y composición con géneros musicales del litoral. Destaca su composición titulada "Andarele" que se basa en un ritmo popular de Esmeraldas y que tiene a la marimba como su principal instrumento.  
En los últimos tiempos ha destacado el joven compositor Cristian Orozco, con una propuesta fresca y un lenguaje interesante. Ha hecho un aporte significativo a la música ecuatoriana destacándose, entre su catálogo, dos composiciones: el Poema Sinfónico para Marimba y Orquesta "Raíces" que sería la primera obra escrita para marimba con acompañamiento de orquesta. Y la Obertura-Sinfonía "Raymi" - obra innovadora que rompe barreras convencionales, incorporando elementos de percusión corporal. En un emocionante tributo a las festividades indígenas, los músicos zapatean, cantan y gritan, creando un ambiente vibrante y auténtico que transporta al público a la esencia de la cultura andina.
A esto se suma Gerardo Guevara, Diego Luzuriaga, Mesías Maiguashca, Arturo Rodas, Eugenio Auz, Milton Estévez, Marcelo Ruano, Marcelo Beltrán, Juan Esteban Valdano, Pablo Freire. En la dirección orquestral serían importantes a nivel internacional Álvaro Manzano y Freddy Cadena. El primero sería director en varios países, incluyendo Argentina, Brasil, Chile, Colombia, Estados Unidos, Estonia, Islandia, México, Rusia y Venezuela. Cadena sería el creador y titular desde 1995 de la Orquesta de Cámara Amadeus de la Unión de Compositores de Moscú.Además destaca Andrea Vela, la primera directora de orquesta mujer en Ecuador y es al momento directora musical de la “Orquesta Experimental” de la Universidad Central del Ecuador. 
Por último dentro de los instrumentistas más destacados se encuentra el violinista Jorge Saade, el percusionista Cristian Orozco y el pianista Juan Carlos Escudero.

## Instituciones relevantes
- Conservatorio Nacional de Música de Ecuador
- Conservatorio Superior de Música Jaime Mola
- Conservatorio Franz Liszt
- Conservatorio Mozarte
- Sonata Music Academy
- Conservatorio Antonio Neumane
- Conservatorio De Música Y Artes Sergei Rajmáninov
- Conservatorio Niccolo Paganini
- Casa de la Cultura Ecuatoriana
- Casa de la Música
- Colegio de Artes Salvador Bustamante Celi
- Academia de Música Segundo Cueva Celi
- Conservatorio particular de arte Anton Bruckner
- Facultad de Música de la Universidad de las Artes
- Facultad de Música de la Universidad de las Américas
- COM de la Universidad San Francisco de Quito
- Teatro Nacional Sucre
- Teatro Centro Cívico Eloy Alfaro
- Teatro Sánchez Aguilar
- Teatro Auditorio de Cuenca "José Luis Perales"
- Teatro Nacional "Benjamín Carrión Mora"
- Fundación Luis Humberto Salgado